# Diplomolophilus
Diplomolophilus is een ondergeslacht van het geslacht van insecten Molophilus binnen de familie steltmuggen (Limoniidae).

## Soorten
Deze lijst van 2 stuks is mogelijk niet compleet.
- M. (Diplomolophilus) mongana (Theischinger, 1992)
- M. (Diplomolophilus) yumbera (Theischinger, 1992)